# HŽ serija 2063
HŽ serija 2063 (izvorna numeracija JŽ 663, tvornička oznaka EMD GT26CW-2, nadimak Karavela) je dizelsko-električna lokomotiva Hrvatskih željeznica. 
Lokomotive je 1972. godine izgradila američka tvrtka General Motors Diesel Division za potrebe tadašnjih Jugoslavenskih željeznica. Riječ je o najsnažnijim dizelsko-električnim lokomotivama Hrvatskih željeznica.
Sve lokomotive serije HŽ 2063 u posjedu su HŽ Carga te se koriste isključivo za vuču teretnih vlakova.

## Povijest
Lokomotive serije EMD GT26CW-2 izrađene su na osnovi šesteroosovinske dizelsko-električne lokomotive EMD SD40-2 te predstavljaju njenu izvedbu namijenjenu izvozu na tržišta izvan Sjeverne Amerike.
Riječ je o unaprijeđenoj izvedbi serije EMD SD40 (za izvoz: EMD GT26), čija je proizvodnja započela još 1966. Dok su oblik sanduka, pogonski sklop i način prijenosa snage ostali nepromijenjeni, u lokomotive je ugrađena nova inačica električnog upravljačkog sklopa, koji će biti sastavljen od unificiranih građevnih jedinica. Na taj je način uvelike pojednostavljeno održavanje lokomotiva i zamjena dotrajalih dijelova. Osnovna izvedba lokomotive serije EMD SD40-2 namijenjena sjevernoameričkom tržištu pokazala se iznimno uspješnom te je između 1972. i 1989. isporučena u 3982 primjerka.
Između 1972. i 1989. u pogonima General Motors Diesel Division (London, Ontario, Kanada) te Electro-Motive Diesel (La Grange, Illinois, SAD) proizvedeno je ukupno 139 dizelsko-električnih lokomotiva serije EMD GT26CW-2. Prvih četrnaest jedinica, čija je proizvodnja dovršena u listopadu 1972. godine, isporučeno je Jugoslavenskim željeznicama. Osim u Jugoslaviju, lokomotive serije EMD GT26CW-2 također su isporučivane u Maroko, Iran, Izrael, Pakistan te Peru.
Prva lokomotiva serije JŽ 663 u posjedu ŽTP-a Zagreb u promet je puštena u ožujku 1973. godine. Lokomotive su izvorno bile namijenjene za vuču teretnih i brzih vlakova na željezničkoj pruzi Knin – Split. Zahvaljujući svojoj snazi znatno su bolje odgovarale potrebama vuče u brdskim uvjetima od lokomotiva serije JŽ 661.
Hrvatske željeznice naslijedile su od bivšeg ŽTP-a Zagreb ukupno 14 lokomotiva serije JŽ 663, kojima je dodijeljena brojčana oznaka HŽ 2063. Po prijelazu u posjed novog državnog željezničkog poduzeća, promijenit će se i glavno područje službe lokomotiva te se one ubuduće najvećim dijelom koriste za potrebe teretne vuče na sjeveru Hrvatske, pretežito na magistralnoj međunarodnoj željezničkoj pruzi Kotoriba – Čakovec, koja povezuje Sloveniju i Mađarsku.
U godinama koje slijede, dolazi do značajnog smanjenja flote koja je izvorno imala 14 lokomotiva. Po ispadanju iz prometa, dio neaktivnih lokomotiva serije HŽ 2063 biva ponuđen na prodaju te je u razdoblju između 2004. i 2011. prodano ukupno osam lokomotiva. Prve četiri lokomotive su nakon odrađenog popravka i remotorizacije u pogonima TŽV Gredelj u ožujku 2008. isporučene u Saudijsku Arabiju, dok su preostale četiri jedinice modernizirane u izvedbu NGT26CW-3 te isporučene Izraelu u kolovozu i listopadu 2015. godine.
Šest lokomotiva ostalo je u posjedu HŽ Vuče vlakova te su do kraja 2012. godine korištene za vuču teretnih i brzih vlakova. Nakon ukinuća društva HŽ Vuča vlakova d.o.o.  lokomotive dolaze u posjed HŽ Carga te se od tada koriste isključivo za vuču teretnih vlakova.

## Tehničke značajke
Lokomotive ove serije imaju šest osovina, pojedinačni osovinski pogon i osovinski raspored Co'Co'. Opremljene su dvotaktnim dizelskim motorom sa šesnaest cilindara izvedbe V tipa 16-645 E3 s turbopuhalom, koji ostvaruje snagu od 2461 kW. Prijenos snage je električni i sastoji se od glavnog generatora za izmjeničnu struju snage 2200 kW, pomoćnog generatora te šest istosmjernih elektrovučnih motora snage 360 kW, od kojih su po tri smještena u svakom okretnom postolju.
U lokomotive je ugrađen alternator za električno grijanje vlaka snage 375 kW, proizveden u tvornici "Uljanik" u Puli, koji se primjenjuje i kod dizelsko-električnih lokomotiva serija HŽ 2043 i HŽ 2062. Zahvaljujući ugrađenom alternatoru, koji osigurava napajanje istosmjernim naponom od 1500 V za do osam četveroosovinskih putničkih vagona, lokomotive se također mogu rabiti za vuču putničkih i brzih vlakova.
Lokomotive serije HŽ 2063 građene su za najveću voznu brzinu od 124 km/h. Opremljene su ručnom, zračnom te elektrodinamičnom kočnicom čija kočna snaga iznosi 1500 kW.
Sanduk lokomotive sastoji se od dužeg dijela oplate unutar kojeg je smješten motorni prostor, upravljačnice te kraćeg, niskog dijela oplate, koji je tvornički određen kao prednji kraj lokomotive. Upravljački stol omogućava vožnju s obiju strana lokomotive na način da strojovođa može mijenjati svoje upravljačko mjesto ovisno o smjeru kretanja vlaka.

## Vanjski izgled lokomotiva
Lokomotive serije 2063 tijekom više od četiri desetljeća službe doživjele su brojne promjene vanjskog izgleda. Kao i sve serije dizelskih lokomotiva u posjedu tadašnjih Jugoslavenskih željeznica, izvorno su bile obojane u tamnozelenu boju s trodjelnom zlatnom ukrasnom trakom po sredini sanduka, koja se na čelu lokomotive spaja u prepoznatljivi oblik tzv. brkova. Na bočnim stranama sanduka ukrasne trake bile su prekinute latiničnim natpisom „Jugoslavenske željeznice“ u zlatnoj boji, kojim su obilježavane sve dizelske lokomotive u posjedu ŽTP Zagreb.
Nakon osnutka Hrvatskih željeznica određena su nova službena bojanja pojedinih serija vučnih vozila. Kod dizelskih lokomotiva, sanduk i krov obojani su u tamnoplavu boju, dok su okvir, postolja i odbojnici crni. Izmijenjen je i dizajn ukrasnih traka, koje su srebrne i svjetloplave boje. Novo rješenje stupa na snagu 1996. te će u godinama koje slijede biti primijenjeno na sve serije dizelskih lokomotiva u posjedu Hrvatskih željeznica. U slučaju serije 2063, samo je sedam od ukupno četrnaest lokomotiva prebojano u novo službeno bojanje Hrvatskih željeznica, dok su preostale lokomotive sve do povlačenja iz prometa zadržale izvorno tamnozeleno bojanje sa zlatnim ukrasnim trakama.
Po prijelazu u posjed HŽ Carga preuzeto je novo službeno bojanje dizelskih lokomotiva koje je 2011. godine uvela tadašnja HŽ Vuča vlakova. Osnovu je i dalje činila plava boja, uz vraćanje trodjelnih ukrasnih traka poznatih još iz razdoblja Jugoslavenskih željeznica, koje su u novom rješenju srebrne boje.
Do kraja 2014. godine, nova inačica službenog bojanja HŽ Carga primijenjena je na dvije lokomotive serije 2063.

## Stanje i razmještaj
Trenutno se u inventarskom parku HŽ Carga nalazi šest lokomotiva serije 2063. Dvije lokomotive su u voznom stanju, dok su preostale četiri neaktivne te čekaju na odluku o popravku ili prodaji.
Dizelsko-električne lokomotive serije 2063 pretežito se koriste za vuču teretnih vlakova na željezničkim prugama Ogulin – Knin – Split te Perković – Šibenik.